# Yenagoa
Yenagoa   este un oraș  localizat în partea de sud a Nigeriei, în delta Nigerului. Este reședința  statului  Bayelsa. Pe plan sportiv este reprezentat de clubul de fotbal Bayelsa United FC, care activează în prima ligă nigeriană.